# ناو کلاس ترامپ
کروزر کلاس ترامپ (به انگلیسی: Tromp-class cruiser) یک کلاس از کشتی است که طول آن ۱۳۱٫۹۵ متر (۴۳۲ فوت ۱۱ اینچ) می‌باشد.